# Paratrypauchen
Paratrypauchen is een monotypisch geslacht van straalvinnige vissen uit de familie van grondels (Gobiidae).

## Soort
- Paratrypauchen microcephalus (Bleeker, 1860)